# Saint-Victor, Allier
Saint-Victor är en kommun i departementet Allier i regionen Auvergne-Rhône-Alpes i de centrala delarna av Frankrike. Kommunen ligger  i kantonen Montluçon-Nord-Est (1er Canton) som ligger i arrondissementet Montluçon. År 2022 hade Saint-Victor 2 078 invånare.

## Befolkningsutveckling
Antalet invånare i kommunen Saint-Victor
Referens: INSEE